# USS Virginia (SSN-774)
Вирджиния — первая подводная лодка США класса «Вирджиния».
Водоизмещение — 7925 тонн, длина 114,8 метров, максимальная ширина — 10,4 метра. В подводном положении «Вирджиния» может развивать скорость более 25 узлов.
Окрещена 16 августа 2003 г., заложена 2 сентября 1999 г., принята в состав подводных сил ВМС США 23 октября 2004 г.